# Kiel Radio

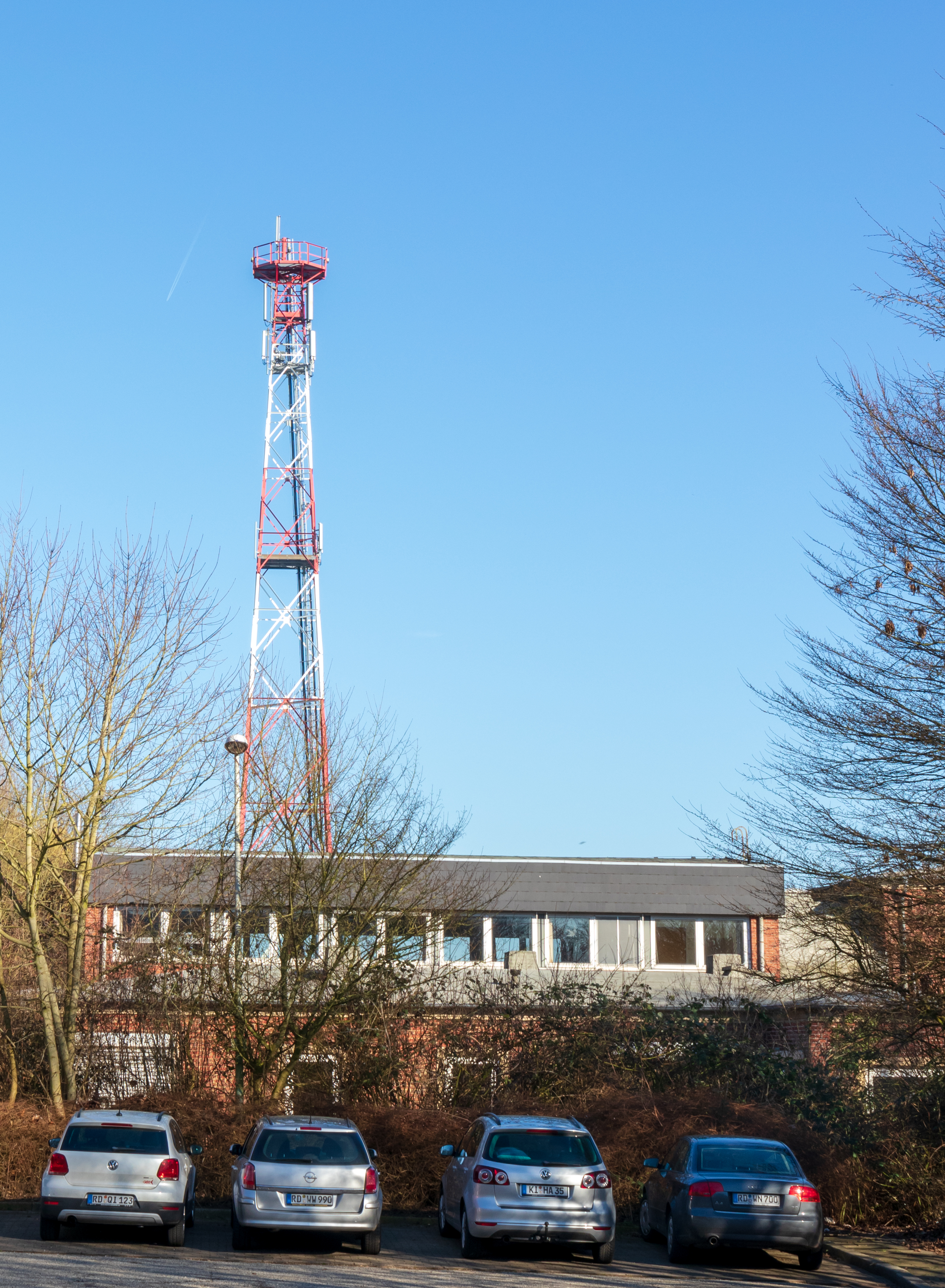
Die Anlage in Kiel-Schilksee

Kiel Radio war von 1946 bis 1994 eine deutsche Küstenfunkstelle in Kiel-Schilksee. Das Rufzeichen des Senders lautete „DAO“.

## Dienstleistungen
Kiel Radio verbreitete ohne Unterbrechung Nachrichten in Sprechfunk und Telegrafie. In Seenotfällen wurde der Notverkehr abgewickelt, ärztliche Ratschläge, Wetterberichte, nautische Nachrichten und Nachrichten an alle Seefunkstellen wurden gesendet. Außerdem war es für Seeleute möglich, über die Kieler Küstenfunkstation Telegramme zu verschicken. Ein besonderer Dienst war der „einseitige Schiffsverkehr“. Bei diesem Service wurden Nachrichten für kleinere Schiffe und Yachten mehrmals auf den Frequenzen von DAO verlesen, man benötigte also keinen eigenen Sender.
Mehrmals täglich konnte mit einem Einseitenbandmodulation-fähigen Weltempfänger der aktuelle Seewetterbericht auf 2775 kHz abgehört werden.

## Abschaltung
Am 28. Februar 1991 stellte Kiel Radio den Morsebetrieb ein. Auf der Frequenz 500 kHz verbreitete die Station folgende Nachricht:
 cq cq cq de dao dao dao gm = kiel radio/dao on 500 khz is closing down for ever. But stations staying alive as long as being in our mind. Thanks to all for good cooperation all the years since 1946 = good luck, good bye + never again D A O sk  ...-.–
Am 31. Dezember 1994 wurde auch die Betriebszentrale in Scharnhagen abgeschaltet. Vier Jahre später wurden die Sende- und Empfangstürme demontiert. In Kiel-Schilksee befindet sich noch einer der drei Empfangstürme und die alten Gebäude (hauptsächlich vermietet). Der letzte Turm befindet sich im „Funkstellenweg“ und wird heute für Mobilfunk verwendet.

## Übernahme der Notfallkanäle durch BRR
Seit dem 12. Januar 1999 werden die Seenot-Funkkanäle 16 (Sprechfunk) und 70 (digital) im ehemaligen Sendegebiet von Kiel Radio von Bremen Rescue Radio, der Funkstelle der DGzRS, überwacht, die im Bedarfsfall Notmaßnahmen, wie die Alarmierung der Seenotrettung, einleitet.

## Das neue Kielradio
Im Kieler Innovations- und Technikzentrum KITZ hat ein neues Kiel Radio namens Kielradio GmbH seinen Sitz. Die Station, die das alte Rufzeichen DAO verwendet, macht es möglich, dass Schiffe auf hoher See z. B. E-Mails verschicken oder Wetterberichte abfragen können. Benötigt wird ein PC oder Laptop mit serieller Schnittstelle, ein E-Mail-Programm und ein Marine HF-Modem mit der Kiel Radio-Firmware, die auf der Internetseite der Station heruntergeladen werden kann. Außerdem muss das Schiff eine Urkunde besitzen, die es der Besatzung erlaubt, mit einem Kurzwellenfunkgerät zu senden.
Gesendet werden PACTOR-III-Daten, außerdem eine Morsekennung „CQ CQ CQ DE DAO“, damit mit der Station Kontakt aufgenommen werden kann.
Sender und Empfänger befinden sich beide nahe Schwedeneck, etwa 1 km voneinander entfernt.